# Gourmandises (dal)
A Gourmandises (magyarul: Nyalánkságok) a francia énekesnő, Alizée negyedik kislemeze és egyben debütáló albumának címadó dala is, mely 2001 augusztusában jelent meg.

## A klip
A kislemez videóját Nicolas Hidiroglou rendezte, és 2001. július 25-én volt először látható az M6 csatornán. A klipben Alizée a barátaival piknikezik egy parkban, ahol édességeket és gyümölcsöket esznek.
A videót 2002-ben EFD Awards-ra jelölték.

## Számlisták
Kislemez CD
1. Gourmandises – 4:16
2. Gourmandises (instrumental) - 4:10

Maxi CD
1. Gourmandises (kislemez változat) - 4:10
2. Gourmandises (Les Baisers Dance Mix) - 8:25
3. Gourmandises (Loup y es-tu? Groovy Mix) - 6:30
4. Gourmandises (Remix Gourmand) - 5:35

French 12" vinyl single
A oldal:
1. Gourmandises (Les Baisers Dance Mix) - 8:25

B oldal:
1. Gourmandises(kislemez változat) - 4:10
2. Gourmandises (Loup y es-tu? Groovy Mix) - 6:30

Digitális letöltés
1. "Gourmandises" - 4:16

## Listák
| Lista(2001)                                 | Legjobb helyezés |
| ------------------------------------------- | ---------------- |
| Belga (Vallónia) Ultratop 40 kislemez-lista | 21               |
| Francia SNEP kislemez-lista                 | 14               |
| Éves lista                                  | Helyezés         |
| 2001 Francia SNEP kislemez-lista            | 59               |

## Minősítések
- Franciaország: ezüstlemez; 174.000+ eladott példányszám